# Алаш-Орда
Ала́ш-Орда́ (каз. Алаш Орда) или Ала́шская автоно́мия (каз. Алаш автономиясы) — казахское государственное образование под управлением Временного народного совета Алаш-Орды, существовавшее в годы Гражданской войны. Автономия была учреждена Вторым всеказахским (в оригинале — общекиргизском) съездом, состоявшимся в Оренбурге 5—13 декабря 1917 года, и была ликвидирована большевистским Революционным комитетом по управлению Киргизским краем 5 марта 1920 года, однако фактически перестала существовать ещё летом 1919 года. Столицей автономии являлся город Семипалатинск, получивший название Алаш-кала (ныне — Семей). Считала себя автономией Российской республики под управлением Временного правительства, с 1918 года — Российского государства под управлением Временного Всероссийского правительства, а позже — Верховного правителя России.

## Государственная символика

### Флаг
В июне 1918 года, в газете «Воля народа» упоминалось об утверждении белого флага с юртой в центре.

«… 5 июня 1918 года в город Алаш вошел сформированный казахский отряд из 500 джигитов. 6 июня была проведена торжественная встреча в центре Алаша. Отряд был вооружен и обучен военному искусству, имел свою форму одежды, напомнившую национальный камзол с кожаными прошитыми воротниками. Был учрежден белый флаг, в центре которого находилось изображение юрты…»

Сотрудник Казахской редакции Радио «Свободная Европа/Радио Свобода», Директор Института культуры и духовного развития «Алаш» им. Л. Н. Гумилёва ЕНУ имени Л. Н. Гумилёва Султан-Хан Аккулы предположил, что флаг Алаш-Орды мог бы представлять собой триколор из зелёной, жёлтой и красной полос, а у кантона располагались звезда и полумесяц. Его предположение базируется на уставе «Страны казахов», который был составлен в начале 1910-х казахским учёным Барлыбеком Сыртановым, в одном из положений устава имеется описание флага «Страны казахов».

Флаг, упоминаемый в 1918 году

«Страна казахов имеет флаг. Флаг состоит из зелёной, красной и жёлтой поперечных полос. В верхнем углу имеется рисунок полумесяца и звезды. Зелёный цвет — знак верности страны исламу, красный — символ пролитой при защите страны крови, жёлтый — символ широкой казахской степи, свободы»

Не существует никаких исторических подтверждений этому предположению.

### Герб
Известно о существовании эскиза герба Алаш-Орды, в газете «Казах», в статье «Герб Орды» (5 января 1918 года) упоминаются размышления по поводу герба страны.

«Раз государству Алаш приставлено название Орда, едва ли кто станет оспаривать, что в его гербе присутствует изображение Орды. И вряд ли кто будет отрицать закономерность наличие в гербе Орды изображения орды. Следовательно, можно считать, что вопрос о гербе в основе решён»

## История

### Предыстория

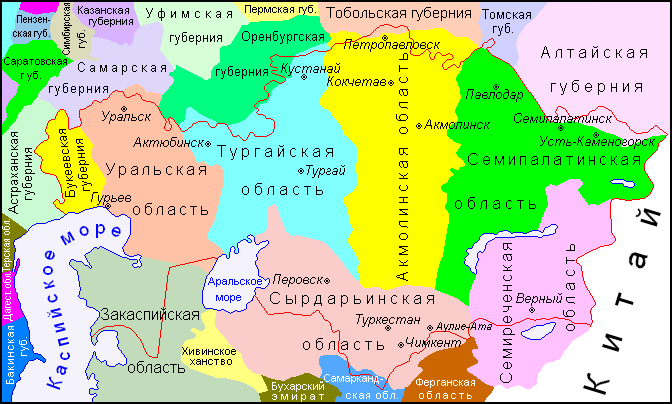
Казахстан в границах Российской империи

Отделившись от Кадетской партии летом 1917 года, казахская интеллигенция на Первом всеказахском съезде провозгласила создание партии Алаш, которая постановила свою собственную программу, где закреплялось всеобщее избирательное право, равенство и признание России парламентской федеративной республикой.
Октябрьскую революцию лидеры партии Алаш приняли настороженно, ожидая, что победа большевиков ничего не принесёт казахскому народу, тогда как Учредительное собрание они рассматривали как способ получения суверенитета в законном порядке. Поэтому интеллигенция готовилась к выборам в это самое Учредительное собрание.
С октября 1917 года началась организация областных отделений партии Алаш, Семипалатинское отделение возглавил Алихан Букейханов, Омское — А. Турлыбаев, Тургайское — А. Байтурсынов. Начались переговоры о создании центров партии в южных казахских уездах, велась агитация в аулах.

### Второй Общекиргизский (всеказахский) съезд

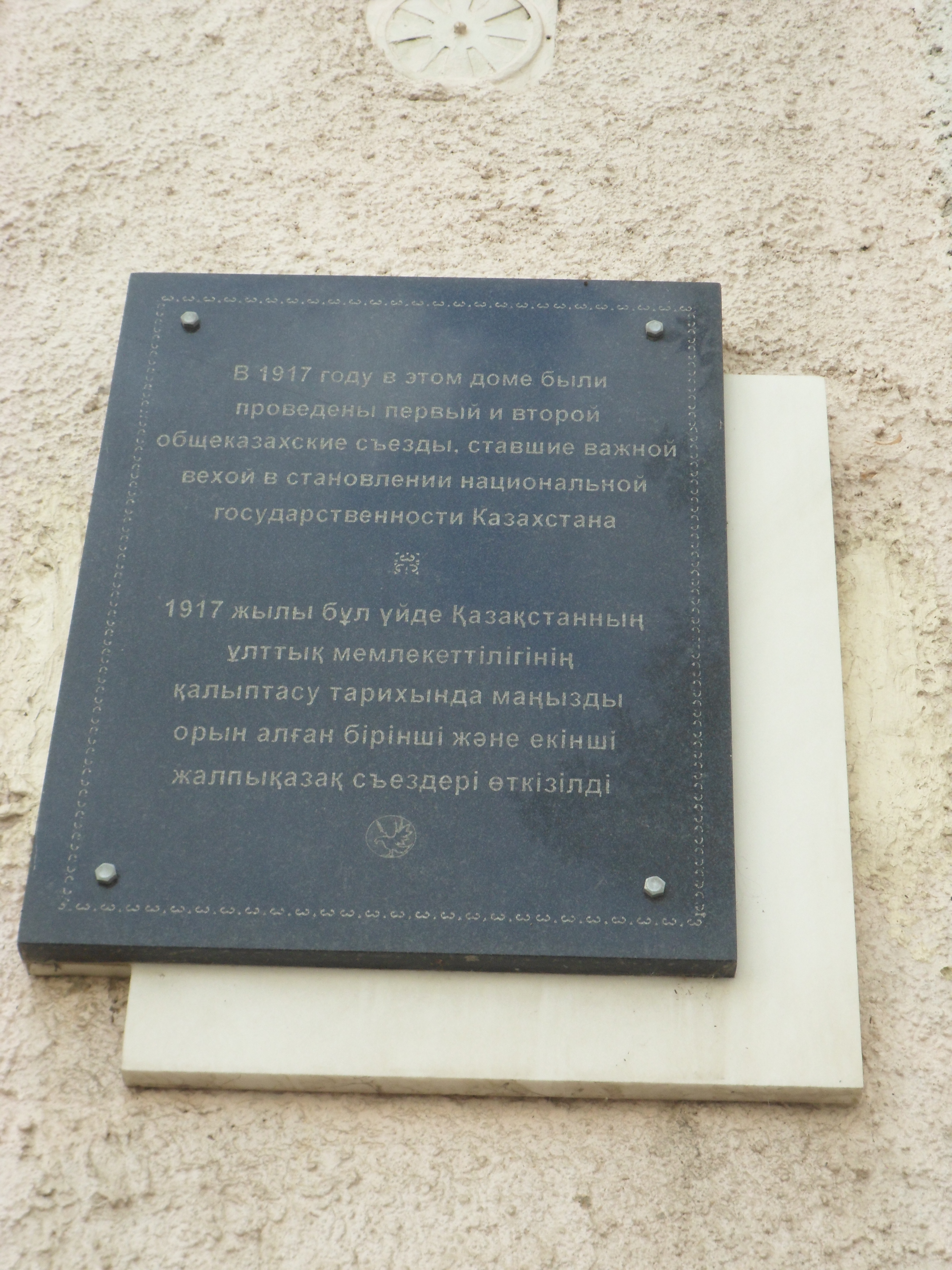
Табличка на доме, где были проведены съезды

Второй Общекиргизский (всеказахский) съезд состоялся в декабре 1917 года. Причинами его созыва стала Октябрьская революция, которая привела к падению временного правительства России, нарастание анархических тенденций, а также угроза гражданской войны. Целями съезда были создание эффективного местного самоуправления и противодействие проникновению идей коммунизма в регион.
На съезде было принято решение о желании создать национальную «киргизскую» (казахскую) автономию Алаш. Был учреждён Народный совет Алаш-Орды, председателем которого стал Алихан Букейханов. В состав автономии должны были войти Букеевская губерния, Уральская, Тургайская, Акмолинская, Семипалатинская, Сырдарьинская области, казахские уезды Ферганской и Самаркандской областей, Амударьинский отдел, отдельные волости Алтайской губернии и Закаспийской области. Некоторые алашордынцы выступали за немедленное провозглашение автономии, такими являлись Жаханша Досмухамедов и Халел Досмухамедов, однако те проиграли в ходе голосования (33 голоса против 40) и победила группа Алихана Букейханова.

### Союзничество с «красными» и «белыми»
В январе 1918 года был созван областной съезд, главным вопросом на котором стала принадлежность Сырдарьинской области. В результате бурных обсуждений съезд принял решение оставить область Кокандской автономии и присоединить её к Алаш-Орде в случае создания военно-политического союза двух государств.

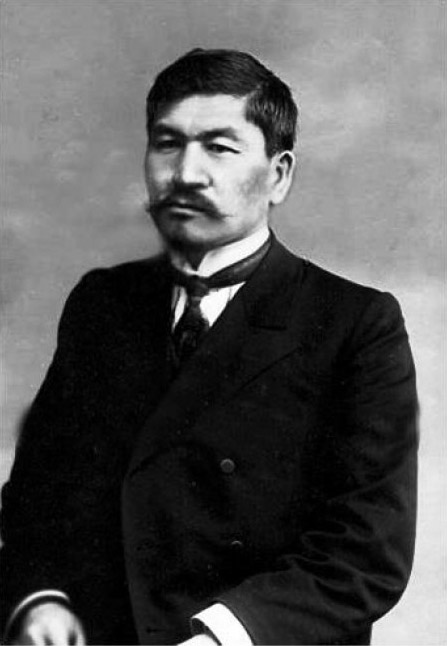
Будущий председатель правительства Алашской автономии Алихан Букейханов в 1906 году

Лидеры Алаш-Орды контактировали с Советской властью, Xалел и Жанша Досмухамедовы встречались с В. И. Лениным и И. В. Сталиным, X. Габбасов также вёл переговоры с И. В. Сталиным как наркомом по делам национальностей, в результате перегоров были утверждены следующие положения: поддержка большевиками Алаш-Орды взамен на полную лояльность, помощь автономии в продвижении советской власти на местах и отдалённых аулах. Такое не понравилось уральским и оренбургским казакам и по возвращении Досмухамедовых в Уральск их арестовали, однако пробыли в тюрьме они недолго и по настоянию местных земцов были освобождены, в ходе наступления противников красных присоединились к борьбе против большевиков. В январе 1918 года Алиби (Али-Бей) Джангильдин пообещал Сталину создать про-большевистские силы в Тургайской области чтобы подорвать усилия партии Алаш по созданию автономии. В течение весны соперничество политических властей в степи означало то, что превалировали анархия и насилие. К концу зимы 1918 года большевики усложнили положение правительства Алаш-Орды, на юге была упразднена Кокандская автономия, распущено Всероссийское учредительное собрание и Сибирская областная дума, лидерам автономии пришлось скрываться в степи от преследования красных. В марте газета «Сары Арка» сообщила, что типография Алаш былa разгромлена, что вынудило газету «Казах» закрыться. Статья критиковала большевиков за это нападение, в частности роль Джангильдина.
6 марта 1918 года, во время боевой подготовки воинов конного полка Алаш-Орды в Семипалатинске, красноармейцем был убит начальник Алашской милиции Казы Нурмухамедулы, 7 марта был проведён траурный митинг в его честь.
Весной 1918 года был образован Уильский вилаят — автономное правительство Алаш-Орды, главой которого стал Жаханша Досмухамедов. Созданы Тургайское (лето 1918) и Восточное (Семипалатинское) отделения Алаш-Орды под руководством Мырзагали Есполова и Алихана Букейханова.
В апреле-мае 1918 года Семипалатинское отделение Алаш-Орды установило контакты с подпольной антибольшевистской организацией и передало ей 29 тысяч рублей. Вместе они договорились о совместном вооружённом восстании, для этих целей началась подготовка и обучение военному искусству местных казахов под руководством русских офицеров-инструкторов, оно проходило в аулах недалеко от Семипалатинска. В ходе восстания казахским формированиям не удалось взять Семипалатинск, и за это принялись другие подпольные силы. Большевики покинули город 10 июня, 18 июня в пригород Семипалатинска (Заречная слобода) вошёл отряд казахов, который, по разным оценкам, насчитывал 300—500 конных бойцов. 16 числа при военном городском штабе был организован мусульманский отдел, состоявший из трёх человек, одним из которых был подполковник Хамит Тохтамышев, ставший начальником отдела. К отделу, благодаря руководству Тохтамышева, перешёл пришедший в Семипалатинск отряд казахских джигитов, ставший позже основой для 1-го Семипалатинского кавалерийского полка. Сам Тохтамышев занял пост руководителя военного совета правительства Алаш-Орды. Из-за того, что инородцам запрещалось служить в российской армии, казахи своих офицерских кадров не имели, поэтому алашордынцы планировали создать своё юнкерское училище в Оренбурге, но на это у них не было средств.

11 июня 1918 года было принято постановление Алаш-Орды: 
Все декреты, изданные Советской властью на территории автономной Алаш, признать недействительными.
Председатель Алаш-Орды А. Букейханов, Члены М. Тынышпаев, Х. Габбасов.

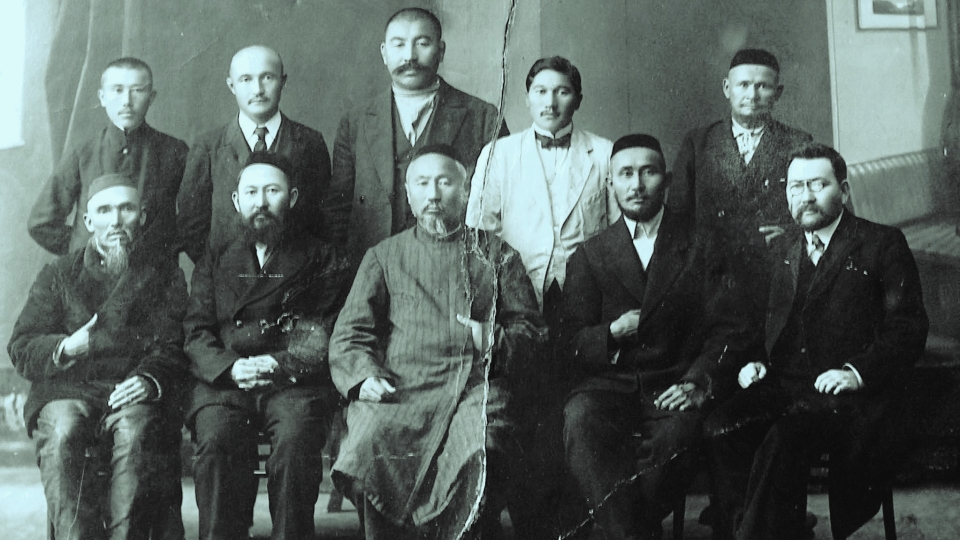
Казахская интеллигенция в Семипалатинске, 1918 год. Хаджимукан Мунайтпасов (стоит по центру), Турагул (сын Абая, сидит по центру), Миржакип Дулатов (четвёртый справа в светлом), Ахмет Байтурсынов (крайний справа), Кокбай (ученик Абая), и другие

19 июня на главной Соборной площади у Никольской церкви в Семипалатинске военные и жители города провели пришедшему национальному войску торжественную встречу. Приветствуя выступали речами военные и гражданские главы города, в мероприятии участие принимал и уполномоченный Сибирского областного правительства А. И. Зубарёв-Давыдов. Сначала, во время парадной церемонии, на площадь вынесли национальный флаг Алаш-Орды, а потом на площадь пришёл Алихан Букейханов.
В ходе Восстания Чехословацкого корпуса к лету 1918 года бо́льшая часть современного Казахстана находилась под контролем антибольшевистских сил (белоказаков и алашордынцев), ввиду этого лидеры Алаш-Орды установили контакты с атаманом Александром Дутовым после свержения им Советской власти в Оренбурге, с Комитетом Учредительного собрания в Самаре, с Временным Сибирским правительством (Уфимская Директория) в Омске. 15—17 мая 1918 года в Кустанае состоялось совещание представителей башкирского и казахского национальных движений — Башкурдистана и Алаш-Орды, где обсуждалась организация совместной контрреволюционной борьбы. От контактов и компромиссов с Советской властью алашординцы перешли к союзу с Омском с целью борьбы с Советами.
В мае 1918 года, с целью поиска поддержки и союзников, делегация Алаш-Орды навестила город Чугучак, на западе Китайской республики. Российский консул в Чугучаке В. Долбежев докладывал Российскому посланнику в Пекине о том, что Байтурсынов, Марсеков и Миржакип Дулатов, ради противодействия большевикам, думают о создании вооружённых отрядов российских казахов и просят Российского посланника ходатайствовать перед правительством Китая о снабжении патронами и оружием из Урумчи, в первое время на тысячу человек. Долбежев также писал о том, что правительство Алаш-Орды желает начать всеобщее казахское восстание при поддержке оружием около 40 000 казахов для совместного противостояния большевикам. Эта встреча для казахов Синцзяна являлась большим событием, других сведений о делегации не сохранилось, однако существует фотография события.

#### Переговоры с Временным Сибирским правительством

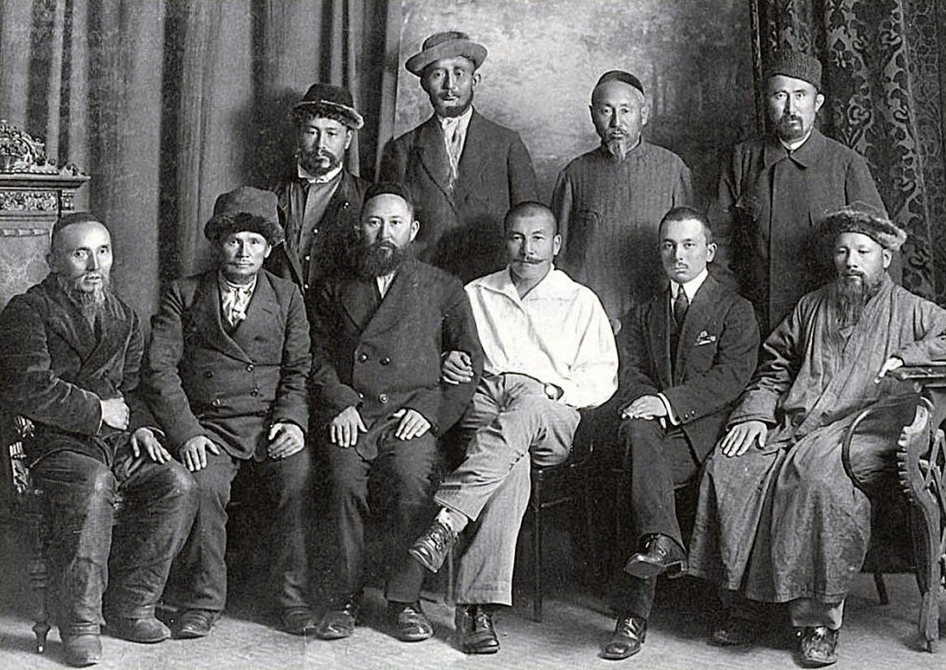
Представители партии Алаш в Семипалатинске, 1918 год. В центре сидит Алихан Букейханов.

Прибыв в Семипалатинск, Букейханов, Байтурсынов и Ермеков сразу же взялись за налаживание контактов с властью в Сибири. Вначале приходилось взаимодействовать с Западно-Сибирским комиссариатом, в июле и августе уже с областным Временным сибирским правительством. Разное восприятие различного рода национальных автономий у сибирских правительств сыграло свою роль в отношениях с Алаш-Ордой. Западно-Сибирский комиссариат всячески одобрял создание Алашской автономии, так как это соответствовало программе партии эсеров. Благодаря уполномоченным Западно-Сибирским комиссариатом по Семипалатинской области Г. Г. Кафтану и Б. К. Ляховичу появились первые нормативные акты правительства Алаш-Орды, которые датируются 24 июня. Одним из главных положений этих актов являлась отмена частной собственности, возвращение казахам размежеванных, но не используемых русскими переселенцами земель. Эти действия скрепляли отношения между Алаш-Ордой и Западно-Сибирским комиссариатом. Однако эсерам Западно-Сибирского комиссариата не понравился 13-й пункт «Законодательных положений Алаш-Орды», который извещал о том, что все налоги, собираемые на территории автономии, переходят в казну Алаш-Орды. Эсеры также сомневались в создании алашордынцами собственной армии численностью в две дивизии. Для лучшего понимания того, что хотят алашордынцы, комиссары Западно-Сибирского комиссариата вызвали в Омск Алимхана Ермекова, некоторое время он являлся делегатом двух сибирских эсеро-областнических съездов, а в декабре 1917 года был членом Временного Сибирского областного совета. 25 июня Ермеков отправился в Омск, и пока он добирался в город, в Сибири успело смениться правительство: руководителями, вместо интернационалистов, стали консерваторы, а единственным эсером, который остался у власти, был Михаил Шатилов, который особой силы не имел, хоть и входил в Совет министров.

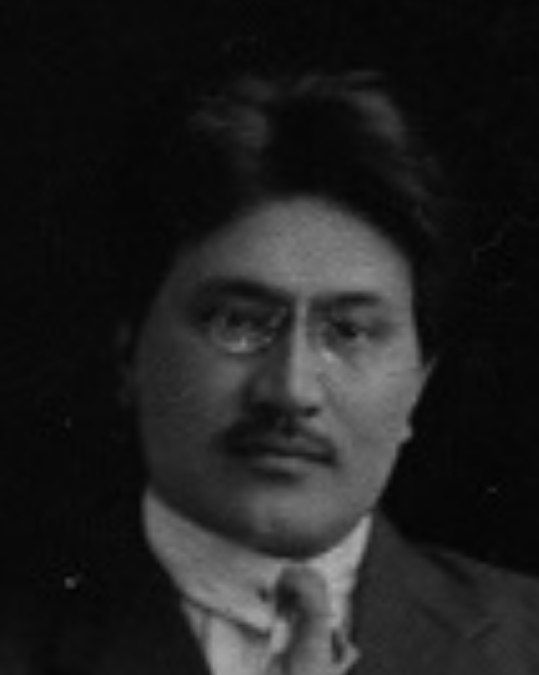
Алимхан Ермеков, делегат двух эсеровских съездов, член Временного Сибирского областного совета, один из основателей партии «Алаш».

Новое Временное Сибирское правительство продемонстрировало, что не собирается выделять национальные автономии в Сибири, это касалось и Степного генерал-губернаторства. Единственное, что оно могло предоставить, это все условия для развития национального самосознания проживающих меньшинств, но только в качестве национально-территориальной автономии и не более. Ермеков был удивлён таким неожиданным заявлением, он стал сомневаться в надёжности отношений с Сибирью. Посоветовавшись с однопартийцами в Семипалатинске, он решил остаться в Омске ещё на некоторое время и от своего имени написать 10 июля письмо Совету министров Временного Сибирского правительства. Он представил Шатилову, министру туземных дел, проект договора между Алаш-Ордой и Сибирью. В проекте существовало четыре положения, они гласили:
Сибирское правительство должно было признать Алаш территориальной автономией и главенство правительства Алаш-Орды над всеми казахскими национальными учреждениями, а также оказать помощь «в создании национальной армии» и предоставить Алаш-Орде крупный финансовый заём.
От себя Алаш-Орда готова была временно, пока Всероссийское Учредительное собрание не примет решение, признать подчинение Сибири с учётом участия Народного совета Алаш-Орды в решении вопросов и проблем на территории Степного края. 15 июля Шатилов предоставил проект Совету министров, но никаких решений по переговорам принято не было, вместо этого идею отложили на неопределённый срок, в надежде на то, что Алаш-Орда откажется от всех своих претензий, подобно другим национальным правительствам Сибири. Но алашордынцы не желали останавливаться, в двадцатых числах июля сам Букейханов прибыл в Омск и предоставил новый проект переговоров, ещё более вызывающий, чем тот, что был ранее. Сибирское правительство подтвердило практически все пункты, учреждённые 10 июля, новые идеи для Временного правительства включали в себя взаимное признание, позже Алаш-Орда планировала объединиться с Башкирией, Туркестаном и автономиями Сибири в единую федерацию, начать созыв конгресса депутатов национальностей и автономий, которые были освобождены от красных. Алихан Букейханов отправил свои требования 26 июля, в этот же день военный министр Алаш-Орды Тохтамышев отправил военному министру Временного Сибирского правительства Гришину-Алмазову запрос на немедленную помощь в создании регулярных казахских вооружённых сил, которые будут состоять из 4 конных корпусов и целой дивизии, именно такое количество подразделений и было предложено создать на Втором Оренбургском съезде (26 тысяч человек). 29 июля, во время заседания Омского областнического земского собрания, при нахождении там министра юстиции Временного Сибирского правительства Патушинского, представитель группы депутатов-казахов Е. И. Итбаев сказал, что население Тургайской, Оренбургской, Акмолинской, Ферганской и Семиречинской областей готово в ближайшее время официально создать казахскую автономию, то же самое сказал и член Всероссийского Учредительного собрания С. К. Кадирбаев. Олег Помозов утверждает, что Букейханов и Туркестан могли угрожать перейти в лоно Турции если Сибирское правительство не согласится на договор, он ссылается на интервью министра внутренних дел В. М. Крутовского газете из Красноярска «Свободная Сибирь», которое вышло 7 сентября 1918 года, по его мнению, это могло очень сильно подействовать на Сибирское правительство.
Совет министров вынужден был согласиться, 27 июля была утверждена комиссия под руководством Шатилова по рассмотрению предложений Алаш-Орды. 29 июля начала работу группа лиц во главе с министром просвещения Сапожниковым, она заседала 4 дня и перенесла решение по Алаш-Орде на август. Алихана Букейханова тогда удалось отговорить от созыва конгресса депутатов автономий и от создания федерации окраинных автономий. Военное министерство, по приказу Гришина-Алмазова, добилось от Тохтамышева признания главенства Сибирской армии, права назначать командиров казахской народной армии, она обязывалась полностью подчиняться Сибирскому правительству.
Шатилов озвучил законченный проект договора 9 августа на заседании Совета министров. Обсудив договор, министры приняли решение его не подписывать. Важным аргументом для такого неожиданного решения стала неопределённость политической ситуации и понимание возможности негативных последствий. Аргументация юриста Ярмоша являлась достаточно важной для Вологодского и Патушинского, к их мнению присоединились и другие члены Совета министров. Основные положения проекта договора были отклонены, Сибирское правительство относилось лояльно лишь к желаниям Военного совета Алаш-Орды на создание собственных казахских вооружённых сил под управлением Сибири. Шатилов, будучи не совсем довольным подобным решением, отправил проект договора на рассмотрение Сибирской областной думы, но депутаты заявили, что он нуждается в доработке, и попросили Алаш-Орду прислать своих представителей в Томск для более подробных переговоров.
В августе в Семипалатинске был сформирован первый Алашский конный полк.

#### Союз с Комучем

Флаг правительства Комуча, символизировавший контрреволюционную борьбу против большевиков

Тем временем Уильский вилаят, входя вместе с оренбургскими и уральскими казаками в захваченные города, контактировал с новой властью в России. Таким образом Восточное отделение Алаш-Орды вело переговоры с Временным Сибирским правительством, Западное — с Комучем, а Тургайское — с атаманом Дутовым. В августе Алаш-Орда потеряла надежду успешно провести переговоры с Сибирским правительством, поэтому Букейханов, вместе с другими представителями Восточного отделения, выехал в Самару к Комучу.
Комуч, в отличие от Сибирского правительства, положительно относился ко всякому рода автономиям, эсеры Самары после прихода ко власти объявили о праве тюркско-татарских народов на создание национально-территориальных автономий, а не культурных, подобно Сибирским. В начале сентября Комуч официально признал Алашскую автономию, об этом 19 сентября сообщила эсеровская газета «Вестник Комитета членов Всероссийского Учредительного собрания». Было подписано два договора — краевой и военный. Первый предусматривал, что на территории Алаш-Орды действовали все российские законы, избранные Временным правительством в 1917 году, при автономии состоял уполномоченный эсеров, который нужен был для контроля национал-территориального образования. Вместе с этим Народный совет Алаш-Орда объявлялся «единственным органом управления на территории автономии Алаш в пределах, представленных Алаш-Орде прав», ему выдавалось право на назначение уездных и областных комиссаров. Военный договор означал полное подчинение Алашской милиции приказам Комуча. Алаш-Орда организовала военный отдел, главу которого назначала автономия, а утверждал Комуч. Эсеры выделили 3 миллиона рублей на развитие казахской автономии.
Сибирское правительство подозрительно относилось к Алаш-Орде, выполняя минимум даже из её военных предложений, алашордынцы планировали вооружить несколько конных корпусов, но Сибирь обошлась одним конным полком. Войсковое правительство Оренбурга же помогло создать два полка, Комуч выделил средства на создание Уильским вилаятом собственной Народной армии в размере 2 тысяч человек, в начале удалось организовать лишь один конный полк. Сибирь же вообще к концу августа перестала выделять средства на поддержку существования семипалатинских алашских милиционеров.
11 сентября 1918 года Уильский вилаят был реорганизован в Западное отделение Алаш-Орды с центром в Джамбейты в Уральской области, во главе с Жаханшой Досмухамедовым. Центр Восточного отделения переехал из Семипалатинска в Жана Семей.
22 августа Совет министров Временного Сибирского правительства заявил, что выступает против присутствия алашордынцев на Уфимском государственном совещании всех противобольшевистских сил, оно проходило с 3 по 21 сентября, однако добиться этого не удалось, представители Народного совета Алаш-Орды прибыли в Уфу, но были кем-то вроде статистов. Все вопросы по Степному краю решали, по признаниям самих алашордынцев, лишь эсеры и Сибирское правительство. Уфимская директория, избранная на том совещании, 4 ноября заявила о полном упразднении автономий на контролируемых территориях, в том числе упразднялась и Алаш-Орда. Через две недели ко власти в России пришёл Александр Колчак, который высказался категорически против национальных автономий и даже инородческих культурных организаций. Западное отделение Алаш-Орды после этого уведомило Россию о том, что подчиняться оно не собирается, отделение даже некоторое время сохраняло независимость.

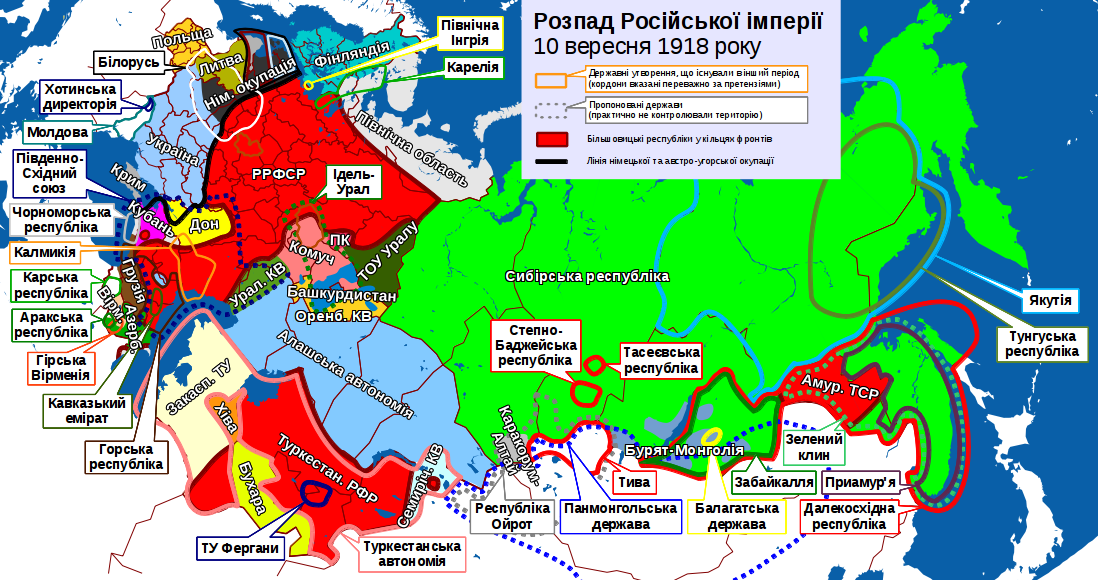
Карта России на момент 10 сентября 1918 года

#### Роспуск и сотрудничество с Колчаком
Правительство Колчака продолжило политику Уфимской директории и Сибири по отношению к Алаш-Орде, Колчак не собирался признавать автономию, Российское государство даже обвиняло казахское правительство в сепаратизме. При этом руководство России поддерживало стремления Алаш-Орды по созданию вооружённых сил для борьбы с большевиками.

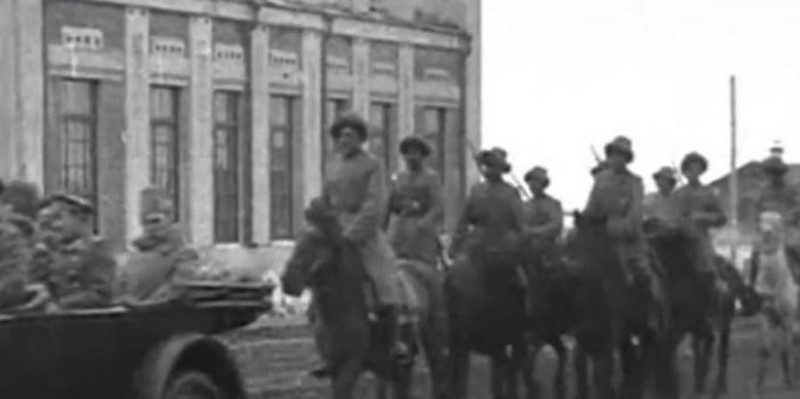
Алашская милиция в качестве телохранителей Дутова на его встрече с Колчаком, 1919 год

11 февраля 1919 года в Омске было проведено совещание «по вопросам административно-хозяйственного устройства кайсак-киргизского народа». На нём также присутствовали Букейханов, Таначев и Турлыбаев.
Букейханов тогда заявил:

Мы пришли сюда как братья. Киргизский народ не питает сепаратистских замыслов. Мы западники. В своём стремлении приобщить народ к культуре не смотрим на восток. Получить культуру мы можем через Россию, при посредстве русских. Мы пришли сюда с единственным желанием устроить порядок, необходимый для того, чтобы страна могла дойти до Учредительного собрания

Кадеты хоть и выступили одобрительно с таким заявлением, но правительство Российского государства никаких решений тогда не приняло.
В марте 1919 войска Колчака развернули решительное наступление на Самару и Казань, в апреле заняли весь Урал и приблизились к Волге, сильно потеснив Красную армию. Пользуясь моментом, «Алаш-Орда» подняла антисоветский мятеж в тургайских степях. В книге Макана Джумагулова «Орлы гибнут в вышине» утверждается, что тогда алашордынцы во главе с Миржакипом Дулатовым арестовали и 18 мая расстреляли красного командира Амангельды Иманова.
Летом 1919 года Восточный фронт РККА развернул контрнаступление против Белого движения, тем самым взяв под контроль всю территорию современного Казахстана.

### Переход на сторону большевиков

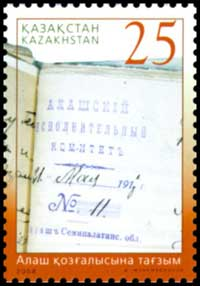
Почтовая марка Казахстана, посвящённая движению Алаш

Тем временем, Башкирское правительство и Алаш-Орда, недовольные недоброжелательным отношением со стороны Белого движения, начали переговоры с советами. Военный комиссар Тургайской области Токарев 28 марта 1919 года в письменном виде уведомил Ленина о том, что в Тургае был образован состоящий из казахов отряд, он вынудил сторонников Букейханова и Байтурсынова признать Советскую власть. Байтурсынов выехал в Тургай для переговоров и предлагал большевикам амнистию для них в случае раскаяния, потому что, по его заявлению, алашордынцы были людьми интеллигентными, и пользовались среди казахов большой популярностью.
Полки Алаш-Орды, которые находились в Тургайской области, переходили на сторону большевиков, сам Байтурсынов убеждал отказаться от сотрудничества других алашордынцев с белыми. В конце марта 1919 года в Джамбейты был направлен К. Таттибаев для секретных переговоров с Жаханшой Досмухамедовым, тем самым автономия заняла позицию нейтралитета, таким образом ослабив возможности антибольшевистских сил во время наступления. Летом переговоры были возобновлены, однако полноценный переход на сторону большевиков состоялся лишь в начале зимы 1919 года.
Летом 1919 года Реввоенсовет 1-й армии Восточного фронта прислал ультиматум Уральской группе Алаш-Орды о присылке делегатов для переговоров:

Мы уполномочены представительством Российской Социалистической Федеративной Советской Республики и Революционным Военным Советом армии довести до вашего сведения:
1). О полном поражении оренбургского казачества;
2). очищении дороги на Туркестан и
3). начале широких операций по освобождению киргизских областей от неприятеля.
… мы предлагаем по примеру оренбургских казаков прекратить бесполезную и гибельную войну против могущественной Красной армии и сдаться на милость Советского правительства… и открыть с нами переговоры на основе признания власти Всекиргизского Военного Революционного Комитета в Оренбурге и постановлений созываемого указанным Комитетом Всекиргизского съезда, который заложит основы существования самостоятельной Киргизской Республики.
Мы готовы распространить декрет Совета Народных Комиссаров об амнистии и прощения всех казахов, принимавших участие в борьбе с советской властью…
Этим вы избежите всех последствий гражданской войны на территории Киргизского края в этот ответственный и критический для части киргизского народа момент и тех мер, которые мы принуждены будем проводить, если вы откажетесь от соглашения с нами…
Уполном. Революционного Воен. Совета Мюрат-Лежава (Элиава).
Члены Военного Совета Уральского укрепл. района.
«Алаш Орда», сборник документов, составитель Мартыненко, Кзыл-Орда, 1929.

В декабре 1919 года «Алаш-Орда» была вынуждена подчиниться, так как вооружённая борьба с Советами не была поддержана значительным количеством казахов. Командно-административный ресурс «Алаш-Орды» полностью влился в органы управления Советов.
Член кирревкома Бахытжан Каратаев обратился к Западному отделению Алаш-Орды с письмом о мирных предложениях РСФСР и совещании руководства Алаш-Орды. 10 декабря 1919 года в Кызыл-Куге Алашская автономия полностью признала Советскую власть и начала боевые действия против Белого движения. 27 декабря алашские полки под красными флагами штурмовали штаб Илецкого корпуса и взяли в плен 500 человек, в том числе и командира корпуса генерала Анненкова. Западное отделение Алаш-Орды было реорганизовано в Кызыл-Кугинский революционный комитет. Его вооружённые части были отправлены в Эмбинских нефтяных месторождений для борьбы с отступающим генералом Толстовым. О признании советов заявил также председатель Восточного отделения Алаш-Орды Алихан Букейханов.
Несмотря на амнистию, в начале 1920 года Алаш-Орда была немедленно упразднена, вся полнота власти переходила революционным комитетам, а все её руководители хоть и занимали некоторые государственные посты, однако были в 1930-х годах расстреляны. Расследование о правомерности расстрела руководителей «Алаш-Орды» на официальном уровне не обсуждается.

## Правительство Алаш-Орды
1. Букейханов, Алихан Нурмухамедович
2. Акпаев, Жакып
3. Альжанов, Отыншы
4. Аманжолов, Садык Аюкеевич
5. Беремжанов, Ахмет Кургамбекович
6. Габбасов, Халел Ахметжанулы
7. Досмухамедов, Жаханша
8. Досмухамедов, Халел Досмухамедович
9. Ермеков, Алимхан Абеуович
10. Кулманов, Бахтигирей Ахметович
11. Маметов, Базарбай
12. Таначев, Валидхан Шерафеддинович
13. Турлыбаев, Айдархан Турлыбайулы
14. Тынышпаев, Мухамеджан Тынышпаевич
15. Шокай, Мустафа[18][19]
16. Дулатов, Миржакип
17. Жумабаев, Магжан
18. Байтурсынов, Ахмет

## Административно-территориальное деление

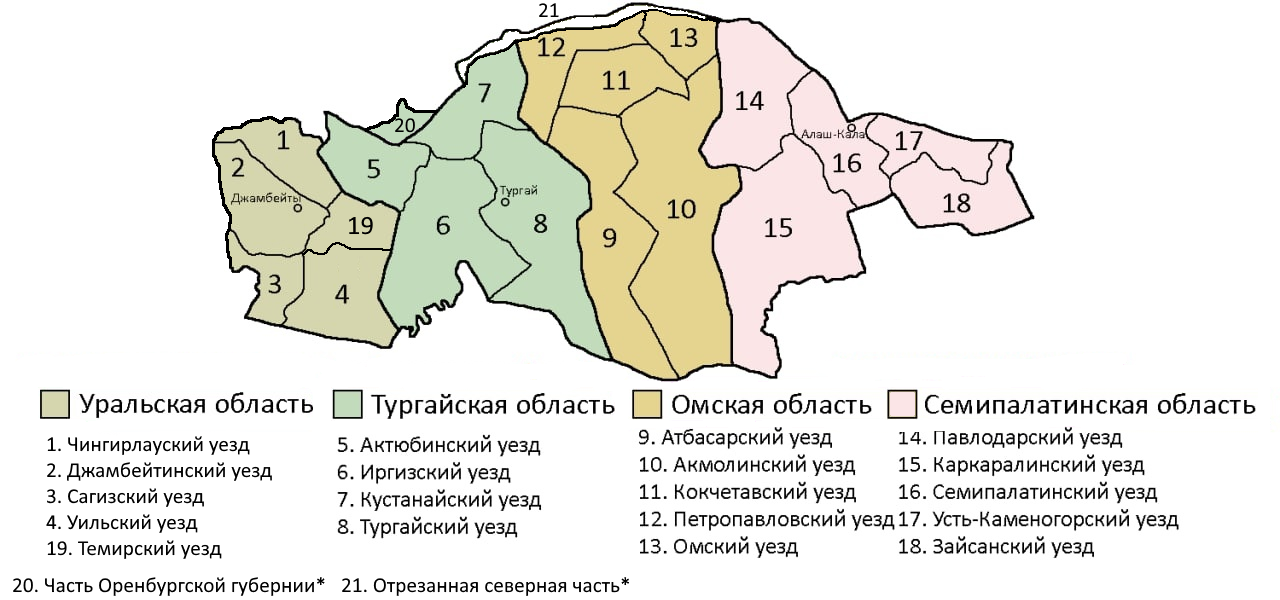
Области и уезды Степного генерал-губернаторства в 1918 году. Пунсонами (кружками) отмечены административные центры областей

Алаш-Орда использовала для подконтрольных территорий административное деление времён Российской империи, за исключением того, что Жаханша Досмухамедов в 1918 году сделал центром Уральской области село Джамбейты, а Акмолинская область была переименована в Омскую. Так, например, Комуч дал Алаш-Орде право на назначение уездных и областных комиссаров.
При этом правительство никогда не закрепляло никаким из своих актов собственного административного деления.
На 1918 год, Степной край состоял из 4 областей и 19 уездов, Алаш-Орда имела 3 отделения в Джамбейты, Тургае и Семипалатинске.

## Экономика и внутренняя политика

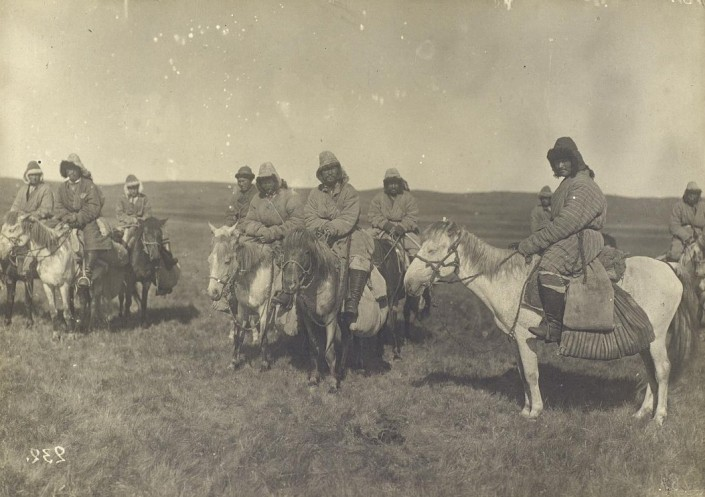
Казахи в XIX веке

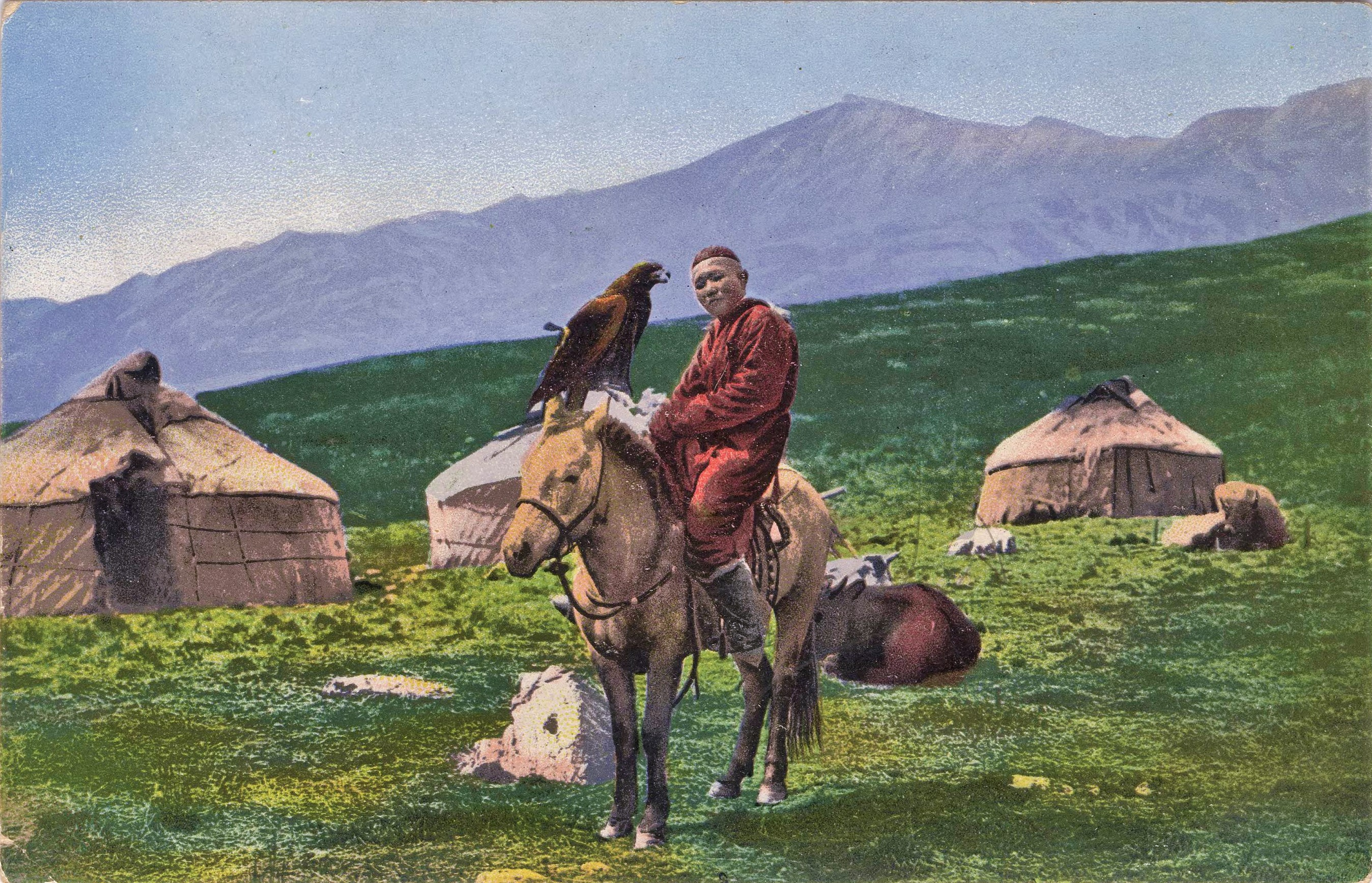
Казахский мужчина с беркутом, 1911—1914 года

## Союзные организации
Помимо партии «Алаш», сторонниками правительства Алаш-Орды был ряд других общественных организаций:
- молодёжная организация «Жанар», созданная в Семипалатинске в 1917 году после Февральской революции. Её активными членами были М. Ауэзов, принимавший участие от имени организации во Всеказахском учредительном собрании молодёжи 5—13 мая 1918 года в Омске, и Д. Аймаутов. Целью «Жанар» являлось повышение политической активности казахской молодёжи. Члены организации оказывали поддержку партии «Алаш» и пропагандировали её идеи в народе. 5 марта 1918 года под руководством «Жанар» был создан специальный комитет, занимавшийся помощью голодающим казахам Семиреченской и Сырдарьинской областей. Председателем комитета являлся М. Дулатов, заместителем председателя Д. Аймаутов, секретарём М. Ауэзов, казначеем Г. Есиркенов. Устав комитета был опубликован в газете «Сарыарка» и в журнале «Абай»[20].
- молодёжная организация «Жас Азамат», созданная на Всеказахском съезде молодёжи (5—13 мая 1918 года). Председателем стал М. Мирзаулы, в президиум вошли С. Садвакасов, М. Сеитов, Г. Досумбекова, А. Байдильдин. Целью организации было заявлено объединение казахской молодёжи и защита национальных интересов. «Жас Азамат» призывала поддержать Алаш-Орду, а после конфликта с Советской властью — оказать противоборство образованию советской формы управления[21].

## Документальные фильмы
- Калила Умаров. «Мағжан» — «Магжан» , Казахтелефильм. 1990. Документальный фильм о великом казахском поэте Магжане Жумабаеве
- Калила Умаров. «Наубет» — «Великий Джут» , Казахтелефильм. 1992. Документальный фильм о голодоморе в Казахстане (1931—1932)
- Калила Умаров. «Міржақыптың оралуы» — «Возвращения Мир-Якуба» , Казахтелефильм. 1993. Документальный фильм (Находится в Калила Умаров. «Алаш туралы сөз» — «Слова об Алаш» , Казахтелефильм. 1994. Документальный фильм
- Калила Умаров. «Алашорда», Казахфильм. 2009. Документальный фильм о первой казахской национальной автономии 1917—1920 гг.
- Берик Барысбеков. «Мыржакып Дулатов — мой отец», Казахфильм. 2011. Документальный фильм